# Vrede van Phoenike
De Vrede van Phoenike, ook bekend als het Verdrag van Phoenike, was een verdrag dat de Eerste Macedonische Oorlog beëindigde. Het werd opgesteld in Phoenike in 205 v.Chr..
De politieke balans in Griekenland tussen Macedonië onder Philippos V en de Aetolische Bond werd verstoord door het uitbreken van de Tweede Punische Oorlog tussen de Romeinse Republiek en Carthago. Philippos wou zijn positie versterke, bouwde een vloot, zond een delegatie naar Hannibal en begon de bezetting van een deel van Italië. De Romeinen, die vreesden voor een bondgenootschap tussen Hannibal en Philippos, hoopten de Macedoniërs tegen te houden ten oosten van de Romeinse provincie Illyrië. Tussen 214 v.Chr. en 212 v.Chr. slaagde Philippos er na twee onsuccesvolle pogingen om Illyrië te bezetten, er toch in om de haven van Lissus te veroveren en de provincie tot capitulatie te dwingen. Hierna zette Rome de Aetolische Bond tegen Philippos op, waarna deze twee jaar lang oorlog voerde tegen Macedonië. Ze boekten maar enkele weinig belangrijke militaire overwinningen, hoewel ze ook steun kregen van verschillende Griekse poleis. Toen de Romeinen zich terugtrokken, kon Philippos’ leger de Aetolische troepen terugdringen. Macedonië heroverde grotendeels zijn oorspronkelijke grondgebied en de Romeinen en de Aetolische Bond waren bereid tot vredesonderhandelingen. Het vredesverdrag erkende de bevoorrechte positie van Macedonië, inclusief het bezit van Illyrië, en Phillipos brak zijn alliantie met Hannibal. 